# If I Ever Lose My Faith in You
If I Ever Lose My Faith in You is een nummer van de Britse zanger Sting. Het is de tweede single van zijn vierde soloalbum, Ten Summoner's Tales uit 1993. Het nummer werd op 1 februari van dat jaar op single uitgebracht.
De plaat werd wereldwijd een hit en bereikte in Stings' thuisland het Verenigd Koninkrijk de 14e positie in de UK Singles Chart. In de Verenigde Staten werd de 17e positie bereikt in de Billboard Hot 100, in Australië de 41e en in Nieuw-Zeeland de 36e positie.
In Nederland werd de single veel gedraaid op Radio 538, Power FM, Radio 2 en Radio 3 en werd een radiohit. De single bereikte de 15e positie in de Nederlandse Top 40 en de 30e positie in de destijds nieuwe publieke hitlijst op Radio 3, de Mega Top 50.
In België bereikte de single de 18e positie in de Vlaamse Radio 2 Top 30 en de 19e positie in de Vlaamse Ultratop 50.